# Iver Hoppe
Iver Hoppe (født 30. april 1649, død 5. august 1693) var en dansk søofficer, søn af en hollænder, Hans Hoppe, der nedsatte sig på Christianshavn som handelsmand og brygger.
Iver Hoppe indtrådte i dansk orlogstjeneste i Frederik III's sidste eller Christian V's første regeringsår, blev kommandørkaptajn 1675, schoutbynacht 1678 og viceadmiral 1684. Han nævnes 1677 som chef for fregatten Hummeren, med hvilken han erobrede en svensk galiot, senere samme år som chef for orlogsskibet Fredericus Tertius, med hvilket han deltog 1. juli i Søslaget i Køge Bugt under Niels Juel. I oktober samme år overførte han Christian V fra Rügen til København. På denne rejse udholdt skibet en voldsom storm i fem dage, under hvilken det nær var forlist. Hoppe lod ankre, men drev med ankrene; til sidst udkastedes et lille varpanker, og samtidig holdt de andre. Man antog, at det lille varpanker havde været det, som forhindrede linjeskibet fra at strande, hvorfor det blev forgyldt, forsynet med en indskrift af Thomas Kingo og ophængt på Rosenborg, hvor det endnu er at se. 1678 var han på hverving efter søfolk, senere som chef for en mindre eskadre i Sundet om bord i Den grønne Drage. Året efter førte han orlogsskibet Mars. Efter Freden i Lund gik han med en eskadre til Hamborg, der blokeredes. 1689 førte han som viceadmiral orlogsskibet Tre Kroner i Niels Juels flåde. Han var meget afholdt af Kong Christian V.
Iver Hoppe var gift med Margrethe Elisabeth Boye (født 1649, død 1719). Deres søn Frederik blev også søofficer, og i 1777 blev Iver Hoppes descendenter optaget i den danske adelstand.

### Fodnoter
1. ↑  DBL, 1. udgave. Andre kilder siger 2. september.
2. ↑  Pr. 1894